# Dentocorticium brasiliense
Dentocorticium brasiliense är en svampart som beskrevs av M.J. Larsen & Gilb. 1977. Dentocorticium brasiliense ingår i släktet Dentocorticium och familjen Polyporaceae.   Inga underarter finns listade i Catalogue of Life.